# Ekron, Kentucky
Ekron är en ort i Meade County i delstaten  Kentucky, USA. År 2000 hade orten 170 invånare. Den har enligt United States Census Bureau en area på 0,3 km², allt är land.